# Wylan Cyprien
Wylan Cyprien (Les Abymes, 28 de janeiro de 1995) é um futebolista profissional francês que atua como meia. Atualmente, joga no Changchun Yatai.

## Carreira
Wylan Cyprien começou a carreira no Lens.